# 小山村 (愛知県)
小山村（おやまむら）は、かつて愛知県碧海郡にあった村である。現在の刈谷市の一部に相当する。

## 地理
碧海台地の西端付近、逢妻川下流の左岸に位置していた。

## 歴史
縄文時代早期の八ツ崎貝塚、天子神社貝塚などが発掘されており、両者は「刈谷西部の縄文遺跡」として愛知県指定史跡となっている。『碧海郡誌』によると、かつては小池という地名だったが、やがて小山に改めた。江戸時代には刈谷藩領であり、また池鯉鮒宿の助郷村だった。延享5年（1748年）の戸数は160、人口は816。天保2年（1832年）の戸数は244、人口は1,058。1876年（明治9年）の戸数は254、人口は1,067。

### 年表
- 1889年（明治22年） - 町村制により碧海郡小山村が発足。
- 1906年（明治39年）5月1日 - 碧海郡刈谷町・逢妻村・元刈谷村と合併して、新たに刈谷町が発足。小山村は廃止。

## 名所・旧跡
- 天子神社 - 小山村の鎮守[1]。天子神社貝塚は「刈谷西部の縄文遺跡」の名称で愛知県指定文化財（史跡）。
- 八幡宮 - 字新田の鎮守[1]。
- 神明宮 - 字中手山の鎮守[1]。
- 松雲院 - 曹洞宗。貞享4年（1687年）に薬師堂から昇格[1]。板倉重宗の法名が寺名の由来[1]。
- 敬専寺 - 真宗大谷派。「綱座天神画像」は愛知県指定文化財[1]。

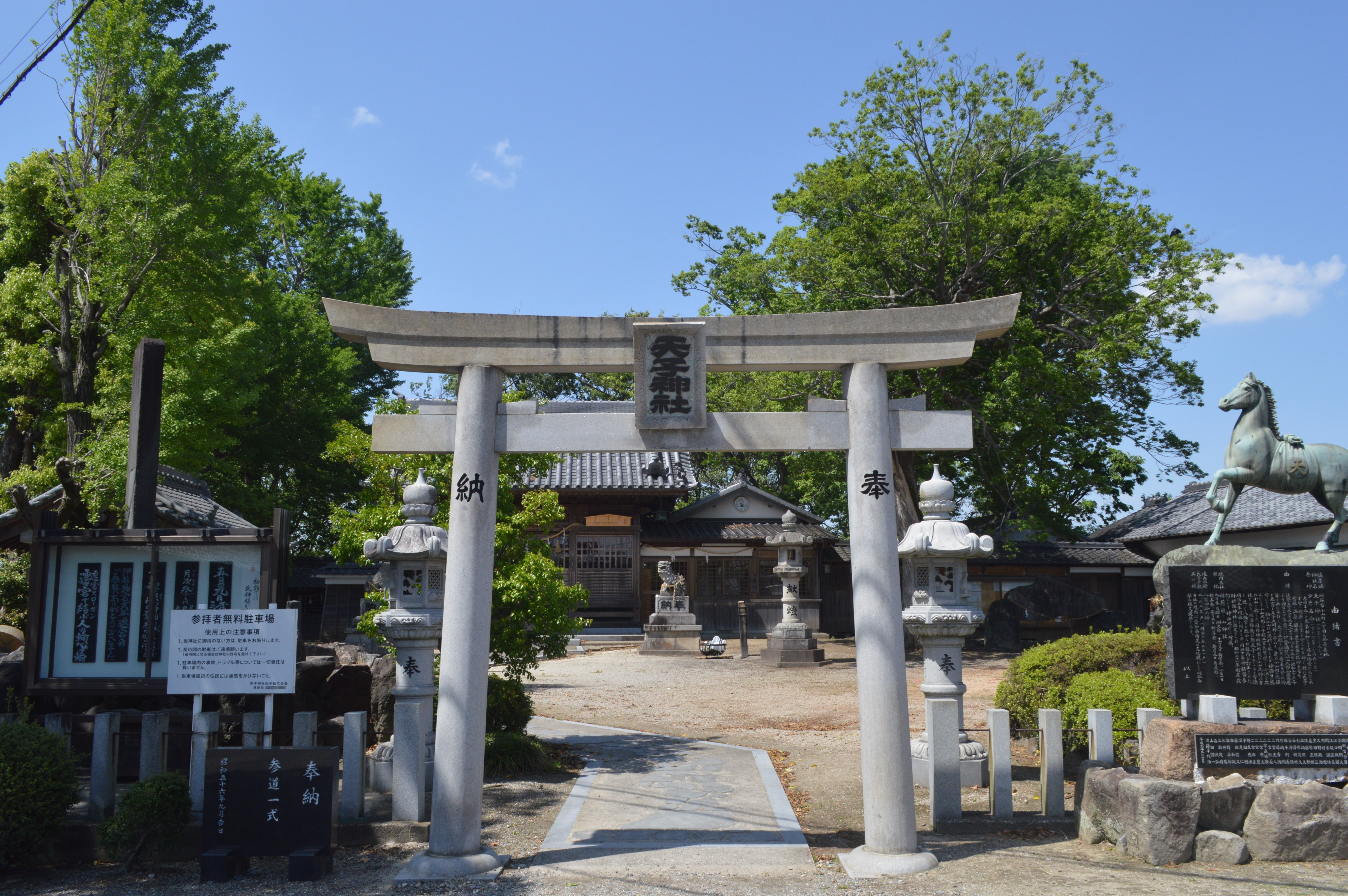
天子神社
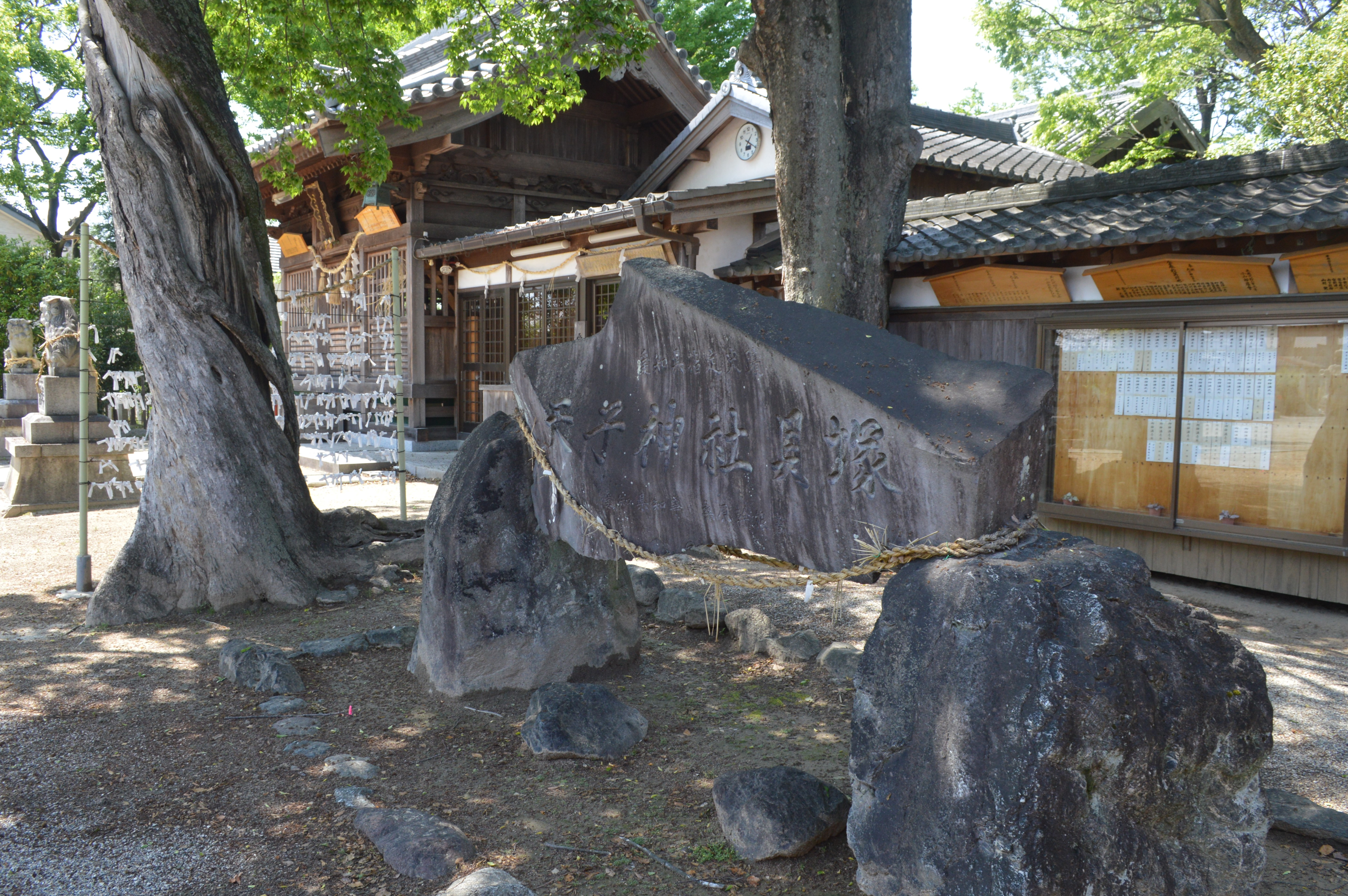
天子神社貝塚
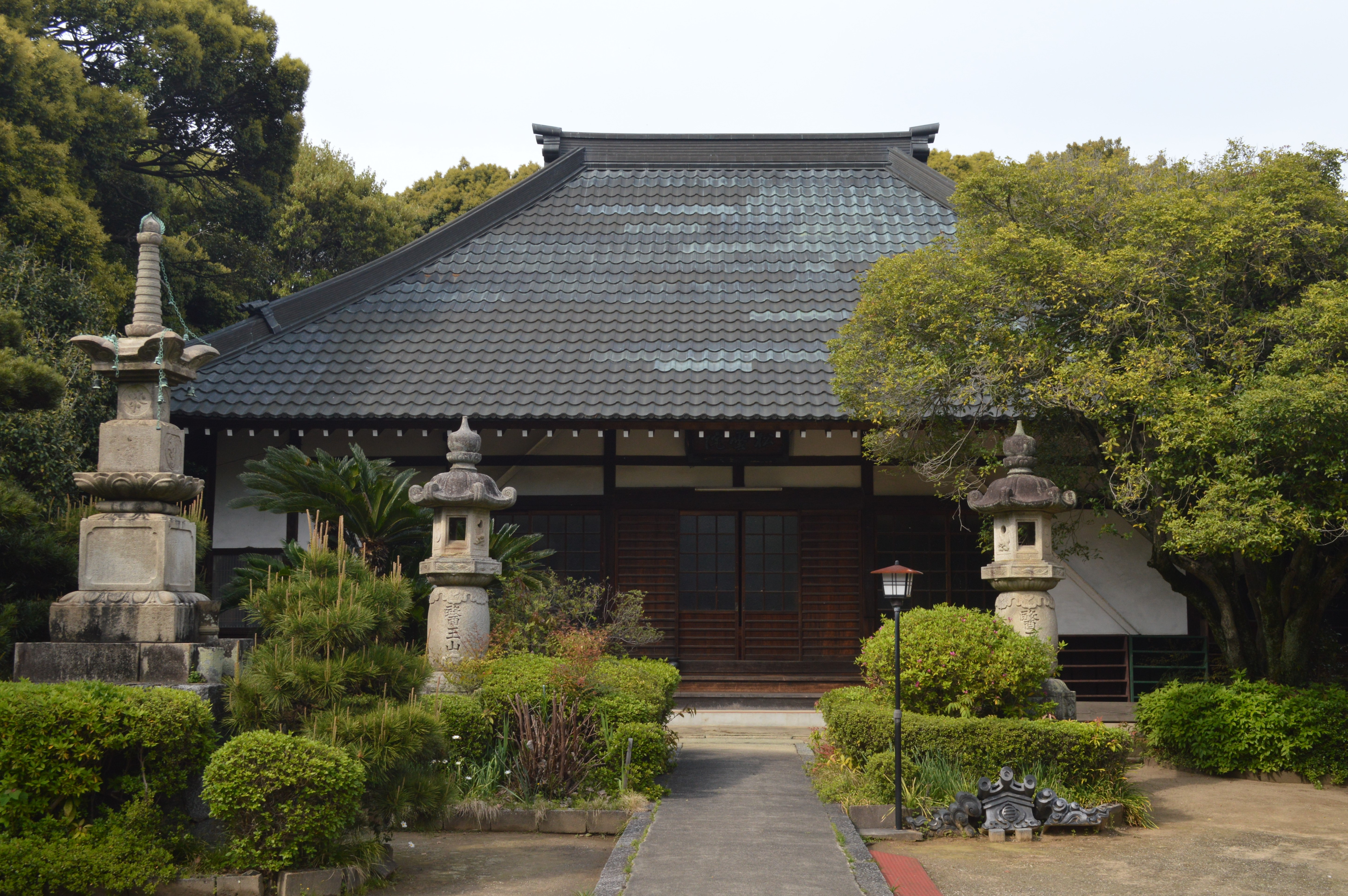
松雲院
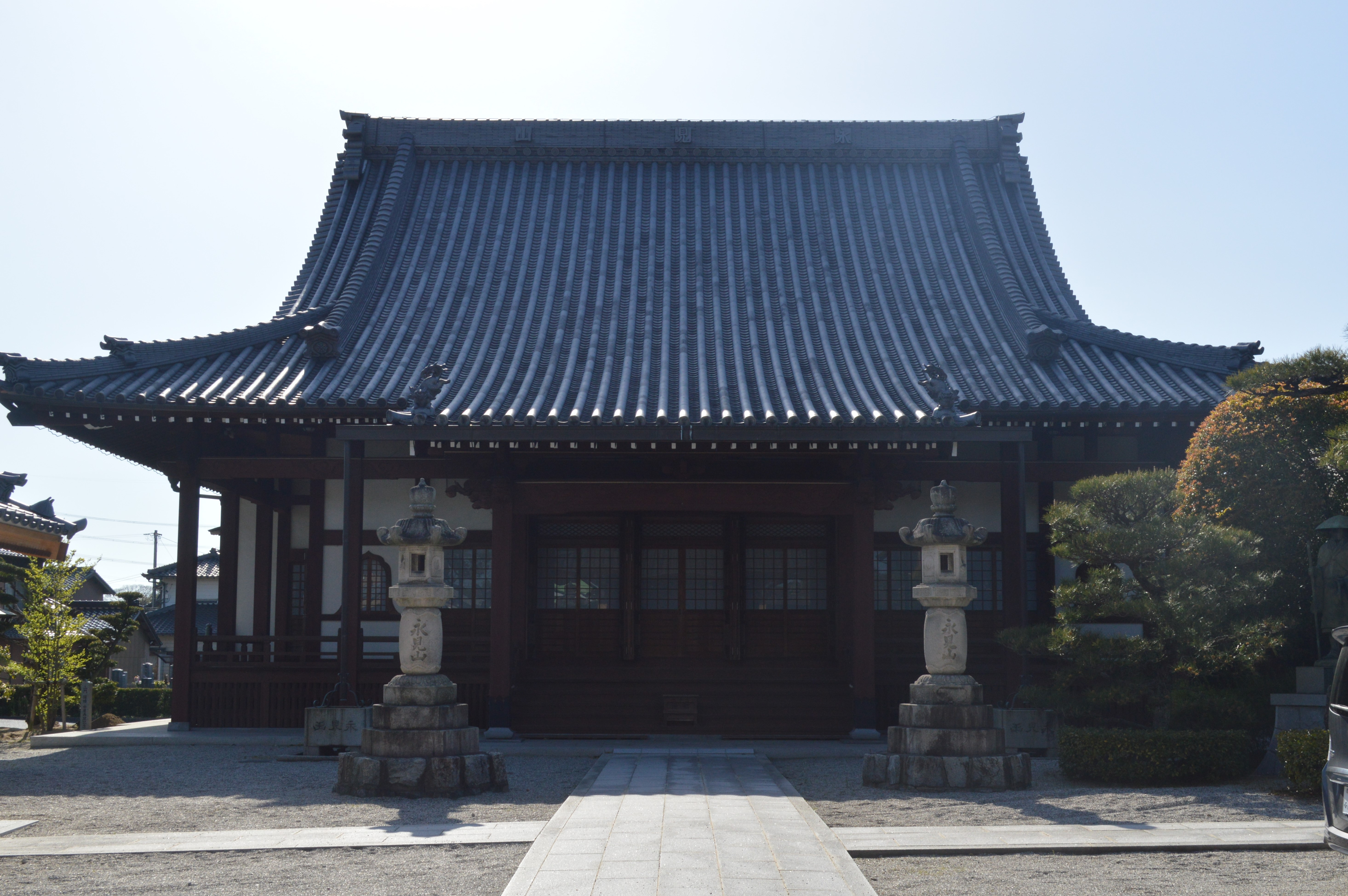
敬専寺